# Robert Holsten
Robert Holsten (* 20. Mai 1862 in Langenhanshagen; † 13. Dezember 1954 in Greifswald) war ein deutscher Pädagoge und Volkskundler.

## Leben
Robert Wilhelm Johannes Philipp Holsten war der älteste Sohn des Gutspächters Friedrich Holsten (1833–1918). Sein Bruder Max (1865–1949) wurde Buchhändler in Stettin. Seine Schwester Franziska (1870–1951) heiratete einen Sohn des Gützkower Superintendenten Peter Gottfried Dankwardt († 1882).
Robert Holsten machte 1880 am Gymnasium in Stralsund sein Abitur und studierte danach in Leipzig und Greifswald Alte Sprachen. 1884 promovierte er zum Dr. phil. Er war Lehrer in mehreren deutschen Städten, 1898 Oberlehrer am König-Wilhelm-Gymnasium in Stettin und von 1907 bis 1927 Direktor des Bismarck-Gymnasiums in Pyritz. Seit 1918 war Holsten Geheimrat. Er wirkte dann an der Universität Greifswald als anerkannter Volkskundler. 1934 wurde er von der preußischen Akademie der Wissenschaften mit der silbernen Leibniz-Medaille ausgezeichnet.
Robert Holsten war mit Katharina Colditz (1870–1964) verheiratet und hatte mit ihr acht Kinder.

## Schriften
- Aus dem Pyritzer Weizacker. Die Volkskunde des Weizackers. Anhang zum Inventar der Bau- und Kunstdenkmäler des Kreises Pyritz. Saunier, Stettin 1914.
- Coccinella septempunctata im pommerschen Plattdeutsch. Backe, Pyritz 1914.
- Heimatkunde von Pyritz und Umgegend. Backe, Pyritz 1921.
- Sprachgrenzen im pommerschen Plattdeutsch. Eichblatt, Leipzig 1928.
- Die ältesten deutschen Flurnamen in Pommern. In: Baltische Studien. Band 35 N.F. 1933, S. 1–42.
- Die Geschichte des Pyritzer Gymnasiums von 1909–1934. Pyritz 1934.
- Die pommersche Flurnamensammlung. Stettin 1942. Neu hrsg., Böhlau, Köln 1963.